# ماد آلن
ماد آلن (انگلیسی: Maude Allen؛ ‏ ۳۰ نوامبر ۱۸۷۹ – ۷ نوامبر ۱۹۵۶) بازیگر اهل ایالات متحده آمریکا بود.

## گزیده فیلم شناسی
از فیلم‌ها یا برنامه‌های تلویزیونی که وی در آن نقش داشته‌است می‌توان به آثار زیر اشاره کرد.
- سان‌فرانسیسکو (1936)